# Samuel Chapple
Samuel Chapple (23 de noviembre de 1998) es un deportista neerlandés, de padre inglés y madre española. Chapple compite en atletismo, especialista en las carreras de mediofondo. Ganó una medalla de oro en el Campeonato Europeo de Atletismo en Pista Cubierta de 2025, en la prueba de 800 m.

## Palmarés internacional
| Campeonato Europeo en Pista Cubierta | Campeonato Europeo en Pista Cubierta | Campeonato Europeo en Pista Cubierta | Campeonato Europeo en Pista Cubierta |
| Año                                  | Lugar                                | Medalla                              | Prueba                               |
| ------------------------------------ | ------------------------------------ | ------------------------------------ | ------------------------------------ |
| 2025                                 | Apeldoorn (Países Bajos)             | Medalla de oro                       | 800 m                                |